# Acantholycosa solituda
Acantholycosa solituda là một loài nhện trong họ Lycosidae.
Loài này thuộc chi Acantholycosa. Acantholycosa solituda được Levi & Herbert Walter Levi miêu tả năm 1951.